# Bikás park (Metró Budapest)
Bikás park (ursprünglich geplant als Tétényi út) ist eine 2014 eröffnete Station der Linie M4 der Metró Budapest und liegt zwischen den Stationen Kelenföld vasútállomás und Újbuda-központ.
Die Station befindet sich am gleichnamigen Park im Stadtteil Kelenföld im XI. Budapester Bezirk (Újbuda).

## Galerie

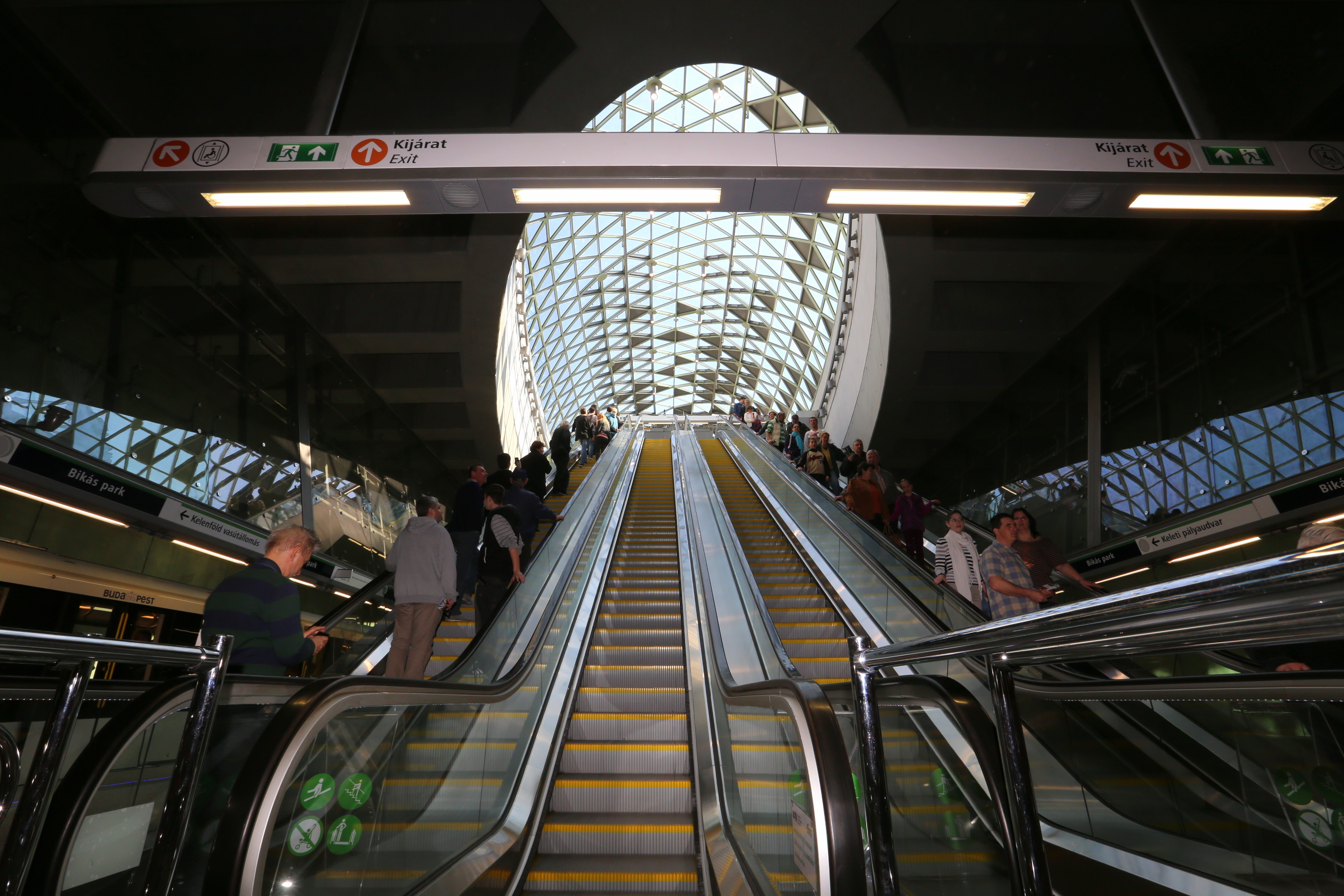
Rolltreppen
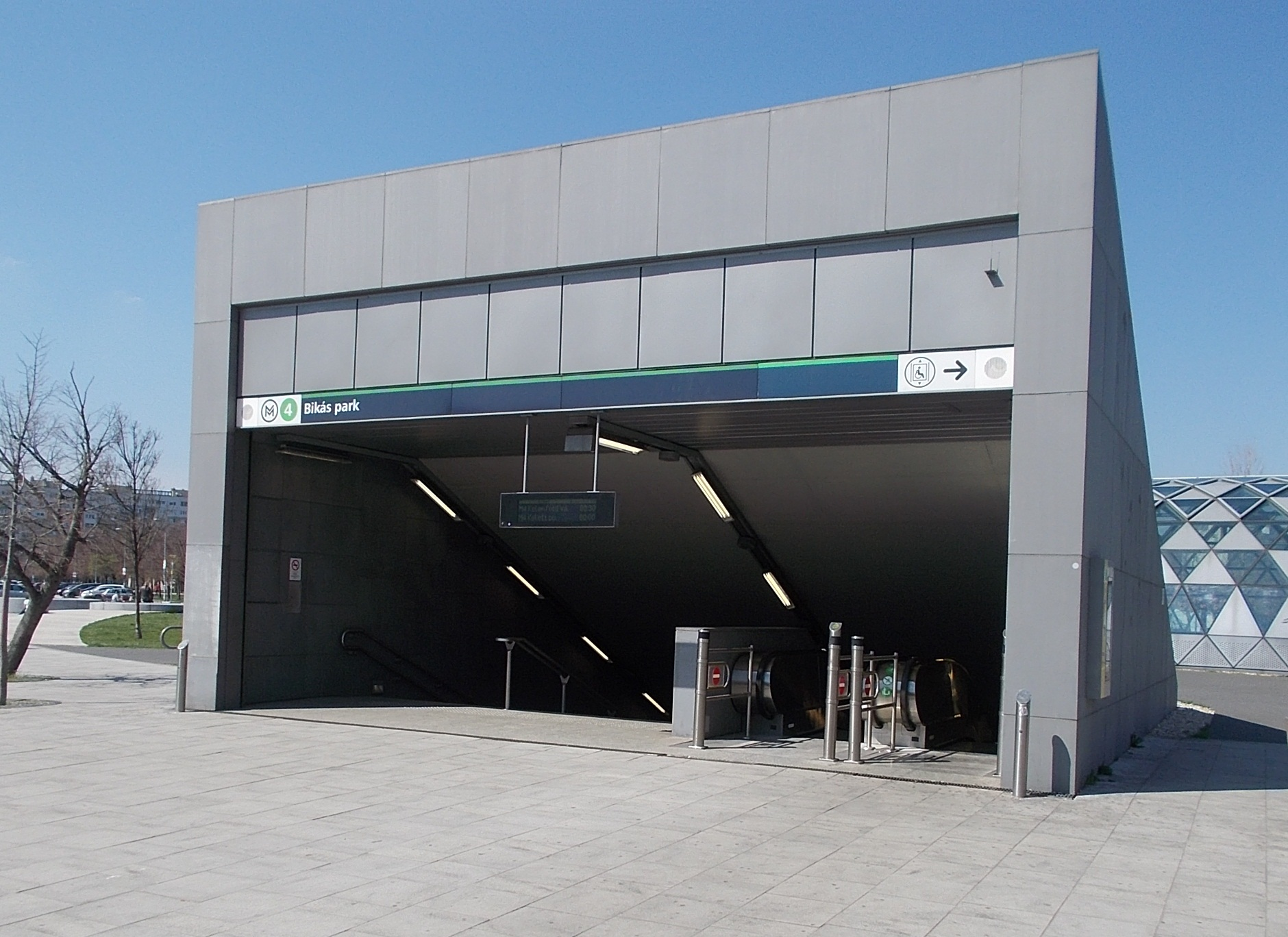
Zugang
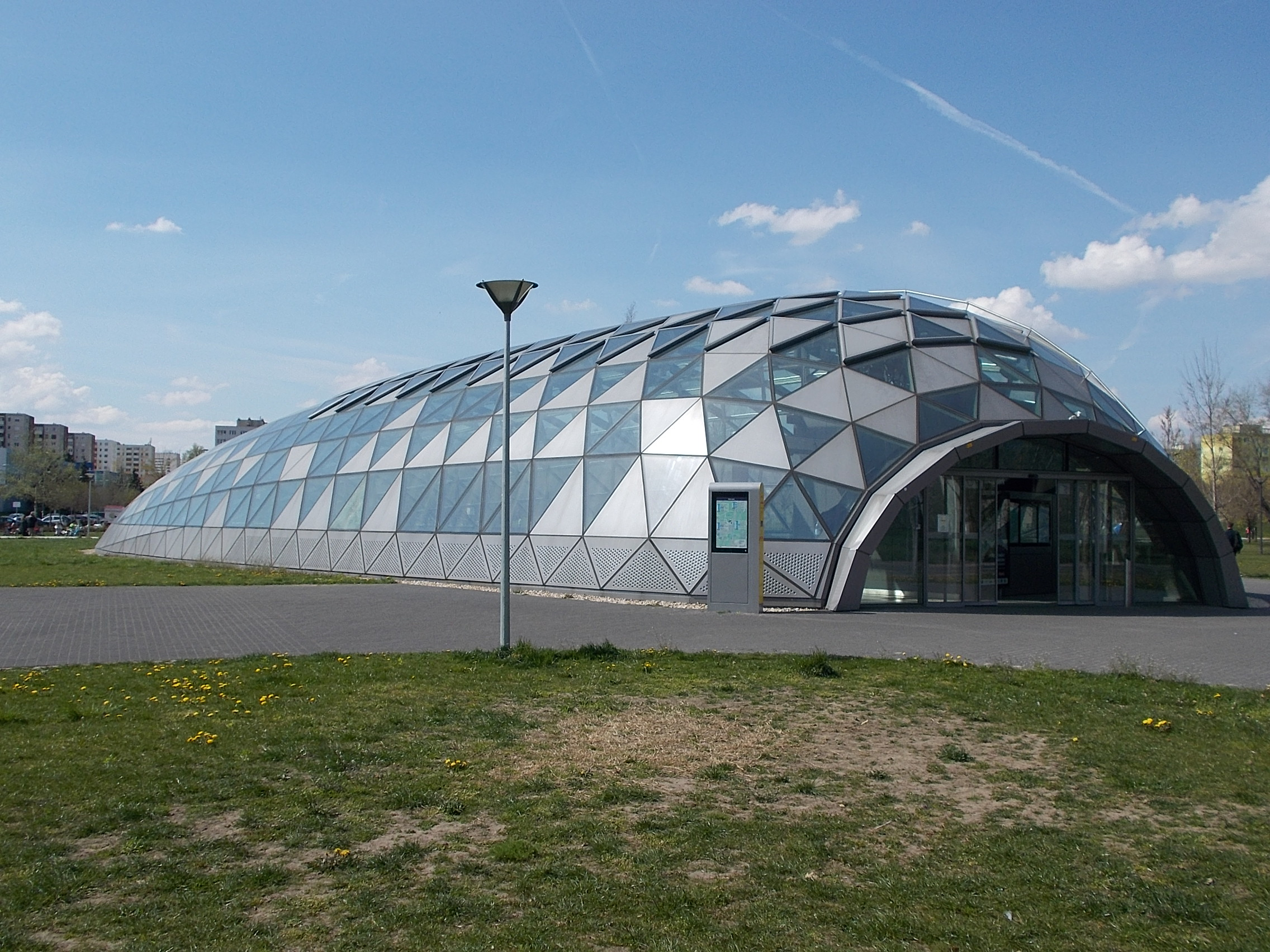
Zweiter Zugang

## Verbindungen
- Bus: 7, 58, 114, 153, 213, 214
- Tram: 1
- Volán Regionalbus: 689, 691